# Jean-Georges IV de Saxe
Jean-Georges IV, né à Dresde le 18 octobre 1668 et mort à Dresde le 27 avril 1694, est un prince de la maison de Wettin, fils aîné de l'électeur Jean-Georges III de Saxe et d'Anne-Sophie de Danemark. Il succède comme prince-électeur de Saxe en 1691 mais meurt au bout de trois ans de la variole. Son frère cadet Frédéric-Auguste lui succéda.

## Famille
Né au château de la Résidence de Dresde, Frédéric-Auguste est le fils aîné de Jean-Georges III de Saxe et de son épouse la princesse Anne-Sophie, fille du roi Frédéric III de Danemark. Le jeune prince doué reçoit une solide formation et très tôt participe aux affaires gouvernementales. Son Grand Tour le conduit en Angleterre, en France et aux Pays-Bas.
Jean-Georges IV épouse Éléonore-Erdmuthe de Saxe-Eisenach, fille du duc Jean-Georges Ier de Saxe-Eisenach, le 17 avril 1692 à Leipzig. Ils n'ont pas d'enfant.
À la mort de Jean-Georges IV, c'est son frère cadet Frédéric-Auguste qui lui succède.